# Estádio General Sylvio Raulino de Oliveira
Das Estádio General Sylvio Raulino de Oliveira – kurz Raulino de Oliveira oder Raulino – ist ein städtisches Fußballstadion im Stadtteil Nossa Senhora das Graças der brasilianischen Stadt Volta Redonda.

## Geschichte
Es ist die Heimat des örtlichen, unterklassigen Vereins Volta Redonda FC und wird auch vom Fênix 05 FC aus dem nahegelegenen Barra Mansa verwendet. Das Stadion wurde 2005 vom Fluminense FC zur Austragung fast aller seiner Heimspiele in der ersten brasilianischen Liga verwendet. Seither haben Klubs aus Rio de Janeiro das Stadion weiterhin unregelmäßig für ihre Heimspiele verwendet. In den letzten Jahren ist zum Beispiel der brasilianische Erstligist immer wieder in das Stadion ausgewichen, da das Estádio Olímpico João Havelange für die WM 2014 umgebaut wurde.
Das Stadion wurde 1951 eröffnet. Im Jahr 1976 wurde es enteignet, da das Gelände dem brasilianischen Montanunternehmen Companhia Siderúrgica Nacional gehörte. Nach einer Modernisierung wurde es noch im selben Jahr wiedereröffnet. Das erste Spiel danach war ein 3:2 Redondas gegen Botafogo FR. Seit seiner 2004 abgeschlossenen Renovierung weist es rund 20.000 Sitzplätze auf. Es gilt seither als eines der modernsten Stadien in Brasilien. Die Tribünen entlang beider Geraden sind auf den oberen Rängen überdacht.
Das Stadion ist nach einem früheren Leiter der CSN, welcher bei der Finanzierung maßgeblich war, benannt.

## Bilder

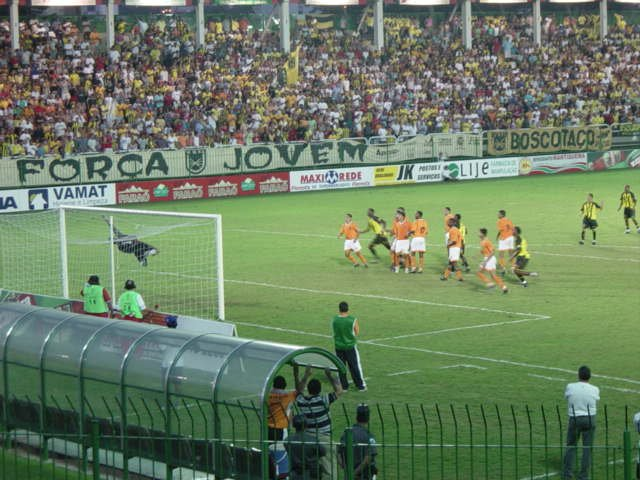
Volta Redonda FC und Nova Iguaçu FC am 1. Dezember 2004
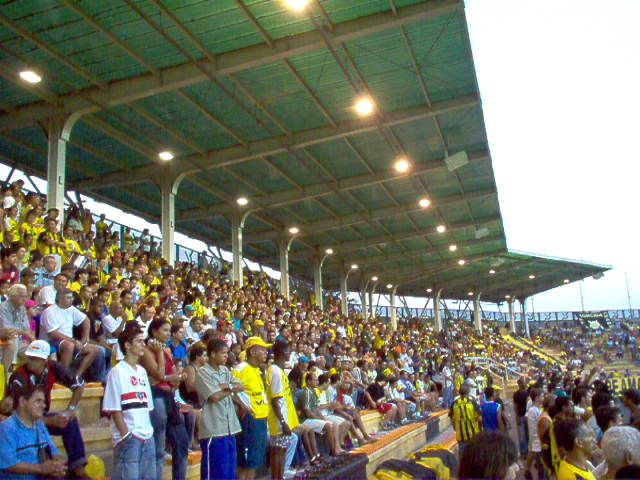
Tribüne – 22. August 2005